# Blekjord
Blekjord, eller valklera, är ett ljust jordskikt som finns strax under lagret av multnande växtdelar, bland annat i barrskogsterräng. 

## Egenskaper
Blekjord är en grönaktigt grå till olivgrön, ibland vitaktig, gulaktig eller brunaktigt röd, mjuk, lerartad massa, som är fet för känseln och ofta har olikfärgade fläckar eller strimmor.
Blekheten beror på att jorden urlakats på det mesta av det organiska innehållet, kvar finns bara kiselhaltiga mineraler. Oftast har det urlakade materialet samlats upp i skiktet under blekjorden, det så kallade anrikningsskiktet. Vanligast är blekjordsskikt i så kallad podsol-jord. Ju djupare man kommer ner i jorden desto mer orörd är den.
Blekjord består huvudsakligen av aluminiumsilikat med något järnoxid, magnesium och lite kalk, samt upp till 25 % vatten.
Dess specifika vikt är 2,2 och den har ett jordartat brott, är matt, samt ger vid repning med nageln ett fettglänsande streck. Den häftar endast obetydligt vid tungan och faller lätt sönder i vatten till en vällingliknande massa, som ej är plastisk, men vid omrörning skummar som tvål.

## Förekomst
Blekjord förekommer i Rosswein i Sachsen, i Schlesien, Steiermark, Württemberg m.fl. platser i Mellaneuropa.
Rikligt förekommer den dock särskilt i Florida och Englands juraformationer. Den bästa finns vid Nutfield vid Reigate i Surrey, vid Maidstone i Kent och vid Woburn i Bedfordshire.

## Användning
Blekjord har en förmåga till kraftig uppsugning av fett och olja och har därför traditionellt använts som tvättmedel. En variant av detta har varit framställning av s.k. fläckkulor för att ta bort fettfläckar.
Den har också använts för valkning av ylletyger, varifrån benämningen valklera härstammar.
Några varianter av blekjord, särskilt frankonit och tonsil, kan röras ut i varma oljor eller fettämnen och då absorbera färgämnena i dessa. De kan därmed användas för blekning av till exempel, paraffin, oljor och olika typer av vax. I livsmedelsindustrin används blekjord för att bleka mörkbrunt margarin till smörgul nyans.